# Marxisme humanista
L'humanisme marxista és una branca del marxisme que se centra principalment en l'anàlisi dels escrits primerencs de Marx, especialment en els manuscrits econòmics i filosòfics de 1844 en els quals Marx va incloure la seva teoria de l’alienació, a diferència de les seves obres posteriors, que es consideren més preocupades per una concepció estructural de la societat capitalista. L'escola de la Praxis, que demanava un canvi social radical a la Iugoslàvia de Josip Broz Tito als anys 60, va ser un d'aquests moviments humanistes marxistes.
L’humanisme marxista es va oposar, entre d'altres, a l'"antihumanisme" del filòsof estructuralista francès Louis Althusser, que el va qualificar de moviment revisionista.

## Teoria
El terme "humanisme marxista" i la noció de la teoria de l'alienació de Marx segueixen sent una part de la filosofia de Marx. Teodor Shanin i Raya Dunayevskaya van més enllà, afirmant que l'alienació no només és present en el jove Marx, sinó que no hi ha cap divisió entre el jove Marx i el Marx madur.
El primer Marx, influenciat per la inversió humanista de Feuerbach de l'idealisme hegelià, articulava un concepte d'espècies, segons el qual la naturalesa essencial de l'home és la d'un productor lliure, que reprodueix lliurement les seves pròpies condicions de vida. No obstant això, sota el capitalisme les persones estan alienades de la seva activitat productiva en la mesura que es veuen obligades a vendre la seva força de treball com a mercaderia a un capitalista; la seva activitat de vida sensible, o el seu treball, els sembla, doncs, una cosa objectiva, una mercaderia que es pot comprar i vendre com qualsevol altra. Per tant, per superar l'alienació i permetre a la humanitat adonar-se de la seva existència, cal transcendir el sistema de treball assalariat i la separació del treballador dels mitjans de treball abolits.

## Idealisme neoestructuralista front a humanisme
La crítica més potent de l’humanisme marxista s’ha produït dins del propi moviment marxista. Louis Althusser, l'estructuralista marxista francès, critica els humanistes marxistes per no reconèixer la dicotomia entre el "Jove Marx" i el "Marx madur". Althusser creu que el pensament de Marx està marcat per una ruptura epistemològica radical. Per a Althusser, l’humanisme dels primers escrits de Marx, influenciat per Hegel i Feuerbach, és fonamentalment incongruent amb la teoria "científica" i estructurada en les obres madures de Marx com "Das Kapital". De la confiança dels humanistes marxistes en els manuscrits econòmics i filosòfics de 1844, Althusser escriu: "No publiquem els nostres propis esborranys, és a dir, els nostres propis errors, però de vegades publiquem els dels altres".
Els humanistes argumenten que el «marxisme» es va desenvolupar de forma discontínua perquè les primeres obres de Marx eren desconegudes fins que, després que les idees ortodoxes estiguessin de moda, es publicaren els manuscrits de 1844 l'any 1932. No obstant això, Althusser diu que no defensa el determinisme econòmic del darrer Marx, sinó que l'utilitza com a vehicle per introduir una anàlisi de l'hegemonia ideològica i del condicionament dins de les societats de classes, a través del concepte d'aparells d'estat ideològics (ISA) i de la interpel·lació que pretén condicionar la identitat del subjecte dins de la societat de classes. El problema d'Althusser, i allò que el condemna a l'esterilitat, és la seva negativa a reconèixer la validesa de l'experiència històrica i la reducció de la realitat a un esquema nominalista d'arrel idealista, del qual s'ha desterrat la dialèctica de la lluita de classes. El seu pretès "antihumanisme", realitzat des de condicions d'acceptació del mecanicisme econòmic, acaba essent una justificació teòrica de l'estalinisme i de l'escolàstica, generant en darrera instància una nova teologia.

## Marxistes humanistes
- Rodolfo Mondolfo (1877–1976) Marxista italià, filòsof i historiador de l'antiga Grècia.
- György Lukács (1885–1971) Marxista hongarès, filòsof i crític literari.
- Ernst Bloch (1885–1977) Marxista i filòsof alemany.
- John Lewis (1889–1976). Ministre unitarià britànic i filòsof marxista.
- Antonio Gramsci (1891–1937) Escriptor italià, polític i filòsof.[3]
- Walter Benjamin (1892–1940) Jueu alemany marxista i crític literari, assagista, traductor i fil`psof.
- Herbert Marcuse (1898–1979) Filòsof i sociòleg alemany, membre de l'Escola de Frankfurt.
- Erich Fromm (1900–1980) Psicòleg, psicoanalista i filòsof humanista de renom internacional.
- C.L.R. James (1901–1989) Periodista, teòric socialista i escriptor.
- Roger Garaudy (1913–2012) Exponent francès del marxisme humanista i membre del Partit Comunista Francès fins a la seva expulsió,
- Henri Lefebvre (1901–1991) Sociòleg francès, intel·lectual i filòsof.
- Günther Anders (1902–1992) Periodista i filòsof que va desenvolupar una filosofia antropològica per a l'era tecnològica.
- Jean-Paul Sartre (1905–1980) Filòsof existencialista francès, novel·lista, escriptor, activista polític, biògraf i crític literari..
- Salvador Allende (1908–1973) President de Chile.
- Raya Dunayevskaya (1910–1987) Funadora de la filosofia del marxisme humanista als Estats Units.
- Christopher Hill (1912–2003) Historiador marxista anglès.
- Lucien Goldmann (1913–1970) Filòsof francès i sociòleg d'origen jueu romanès.
- Paulo Freire (1921–1997), Educador brasiler i influent teòric i crític de la pedagogia..
- André Gorz (1923–2007). Filòsof i sociòleg austrofrancès.
- E. P. Thompson (1924–1993) Historiador anglès, socialista i activista per la pau..
- Frantz Fanon (1925–1961) Psiquiatra, filòsof, revolucionari i escriptor de Martinica.
- Ivan Sviták (1925–1994) Crític social i teòric de l'estètica txec..
- Karel Kosík (1926–2003) Filòsof txec i sintetitzador de la fenomenologia i del marxisme humanista.
- Wang Ruoshui (1926–2002) Periodista i filòsof xinès.
- John Berger (1926–2017) Crític d'art, novelista i pintor anglès.
- Leszek Kołakowski (1927–2009) Filòsof i historiador de les idees polonès.
- Che Guevara (1928–1967) Revolucionari argentí, metge, escriptor, intel·lectual, lider guerriller i teòric de la insurrecció revolucionària.[3]
- David McReynolds (1929-2018) Socialista i pacifista estatunidenc.
- Escola de Frankfurt (1930 en endavant) Escola de pensament marxista, centre de recerca sociològica i teòrica.
- Marshall Berman (1940–2013) Escriptor i filòsof marxista humanista estatunidenc.
- Peter McLaren (b. 1948) Un dels principals arquitectes de la pedagogia crítica.
- Lewis Gordon (b. 1962) Filòsof estatunidenc.
- Nigel Gibson Britànic i filòsof americà.
- Escola de la Praxi (entre 1960 i 1970) Moviment filosòfic marxista humanista, originat a Zagreb i Belgrad, a l'antiga Iugoslàvia.
- Andrew Kliman. Economista marxista.